# Chryzostom Dorpowski
Chryzostom Dorpowski herbu Leliwa – wojewoda łęczycki w latach 1715–1718, kasztelan brzeskokujawski w latach 1713–1715, chorąży brzeskokujawski w latach 1702–1709, starosta przedecki w latach 1709-1717, starosta kłodawski.
Był konsyliarzem województwa brzeskokujawskiego w konfederacji sandomierskiej 1704 roku.